# 水野騒動
水野騒動（みずのそうどう）は、江戸時代中期に起こった三河岡崎藩でのお家騒動。

## 経緯
岡崎藩の水野氏は譜代大名の名門にあたり、第2代藩主・水野忠春は奏者番・寺社奉行を兼任し、第4代藩主・水野忠之は奏者番・若年寄・京都所司代・老中を歴任するなど、歴代藩主の多くが江戸幕府の幕閣となって幕政に参与した。その一方、幕閣として江戸在府による支出が多くなったうえ、藩政もおろそかになった。さらに元禄14年（1701年）や宝永2年（1705年）の矢作川氾濫による洪水、元禄15年（1702年）の暴風雨など、連年のように災害に悩まされて藩財政は窮乏した。
そのため、元文2年（1737年）に第6代藩主となった水野忠辰は、藩政改革を断行した。倹約を徹底したほか、改革に反対する旧来の保守系家老らを強制的に隠居させ、腹心の小姓らを取り立てるなどの手段により、藩財政の再建と人材の一新を図ったのである。このように厳しかった反面、忠辰は家臣の半知借上を一部緩和したり、家臣の中でも特に困窮者は援助金を与えるなど、譲歩した政策も採用している。ただし、このような譲歩があったということは、忠辰の改革が周囲から支持されていない現われでもあった。ところが寛延元年（1748年）、改革に反発した老臣らが出仕を拒否するようになり、忠辰は改革の失敗から次第に藩政への関心を失って遊蕩に溺れるようになった。
宝暦元年（1751年）、遊蕩を理由として忠辰は老臣によって幽閉され、宝暦2年（1752年）3月22日には、家督を養子の水野忠任に譲って隠居することを余儀なくされた。同年8月18日、忠辰は失意のうちに幽閉のままで死去した。